# 光纖複合架空地線
光纖複合架空地線（英語：Optical fiber composite overhead ground wire，簡稱：OPGW）是一種設有光纖通訊線路的輸電線纜，通常是由電力公司所使用。這種線同時達到接地及通訊的目的。OPGW線包含一個管狀結構內含一或多條光纜，而外圍由鋼及鋁組成。複合光纜地線架設在輸電塔的最頂端。其導電部份提供接地的功能，當作被雷擊的保護屏障。而在內部的光纜則提供高速資料傳輸的功能，其資料傳輸可供電力系統自身保護及控制的作用，或者用來傳輸語音及資料，再或者可以出租給電信業者作骨幹。
光纜本身是絕緣體，因此不受電力傳送及雷擊的影響。典型的OPGW線內含低傳輸損耗的單模光纖，達到遠距高速傳輸的目的。而OPGW外在性質與ACSR線類似，用於高壓電塔最上方作為架空地線。OPGW比埋設在地下的光纜較有優勢如下。架設成本較低。埋設在地下的光纜容易因路面施工挖掘而被挖斷，OPGW較不會有這種問題。
電力公司除了自身內部通信所需之外，可能架設更多的OPGW線路以便未來所需，或者出租給電信業者。出租所得對電力公司也是一筆不小的收入。不過，電力公司仍是有使用的優先權。
低壓輸配電線路也可能使用OPGW線來做為通訊用途，但電力公司也可能使用ADSS（all-dielectric self-supporting）線。這種線比較類似於電話或有線電視的配線。